# Камкинская каменоломня

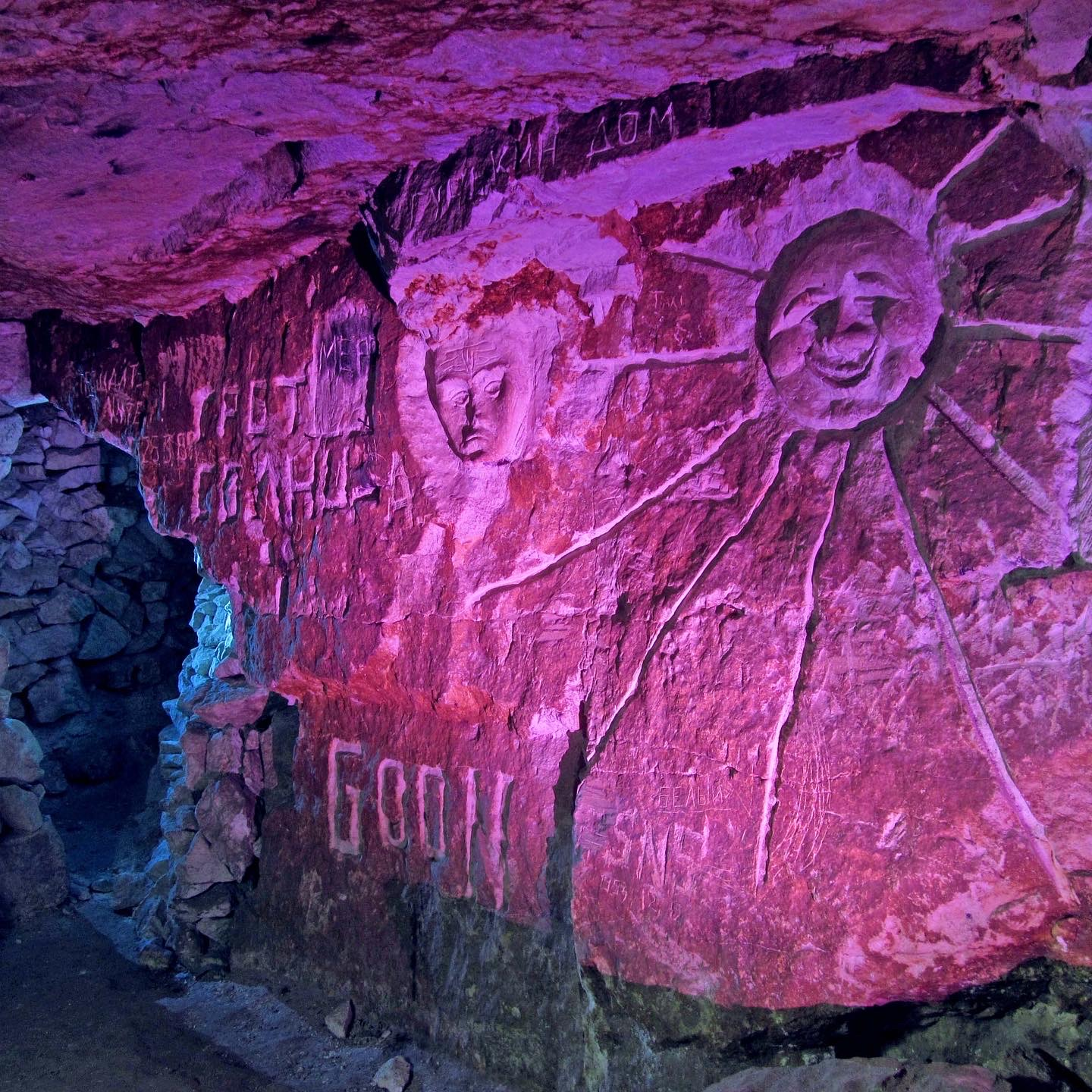
Грот "Солнышко"

Ка́мкинская каменоломня или Кисели́ — Подмосковная система искусственных пещер-каменоломен из группы Пахринских каменоломен. Здесь добывался известняк для белокаменного строительства Москвы. Находится в 6 км на восток от ж/д станции Ленинская Павелецкого направления, под деревней Камкино, на правом берегу р. Пахра. В 1,5 км. на ЮВ от системы Сьяны (левый берег Пахры).
«Кисели» не следует путать с «Киселихинской» — мифической, никогда не существовавшей каменоломней под деревней Киселиха на другой стороне оврага. Однако,  именно по этой соседней деревне каменоломня получила народное название «Кисели».
Длина системы по отчёту А. Вятчина (1982 г.): 9 500 метров. Но эта цифра не учитывает вновь открытые штреки и более плотную съемку колонников. По данным А. Дегтярёва (съёмки 2001-2003, 2012 гг.) общая длина системы 13 730 метров.

## История
Ломка известняка на известь и на белый камень велась по Пахре издавна, по крайней мере с XVI века, возможно, и раньше. Частично она велась открытым способом, частично штольнями. Открытые разработки велись очень ограниченно, так как безвозвратно портили пахотные земли. Самые ранние, но не надежные, свидетельства именно о подземной добыче находим в книге Н.Чулкова "Из истории земли Домодедовской": 
Местные старожилы рассказывают, что входы в пещеры ранее можно было обнаружить почти на каждой усадьбе, а некоторые уверяют, что своими глазами видели на монолитной стене темного цвета одной из пещер надпись: "Здесь скрывался от литовского нашествия старец Агафий".
 В приведенном отрывке речь идет о Смутном времени. Вполне достоверные архивные сведения в той же книге: 
В ноябре 1666 года приказчику дворцовой Пахринской волости велено подряжать съяновских крестьян "под известь и давать им за бочку извести по полуполтине с провозом в с. Измайлово, да сверх того дать им по пуду соли" . В январе следующего года последовал новый приказ: "приискать продажной извести и закупить ее на деньги, на хлеб и на вино с провозом в Измайлово и без провозу". Приказчик сообщил в Тайный приказ, что у пахринских и Угрешского монастыря крестьян есть 3200 бочек извести, но они просят по две гривны и по пуду соли за бочку. Ему велено поторговаться с крестьянами, но если те будут настаивать на прежней цене, то дать им ее.
 В приведенном тексте из книги Н.Чулкова не указывается, идет ли речь только о Сьяновских каменоломнях, или добыча велась и на противоположном берегу, в Камкино.
Добыча значительно активизировалась в конце XVIII—XIX вв. Сохранились разновозрастные участки Камкинской каменоломни, характеризующиеся разными способами добычи (колонники, забутованные колонники, сплошная выработка с засыпкой отработанных участков).
Каменоломня работала на государственные подряды. Наиболее активно  (т.н. Старая и Новогодняя системы) разрабатывалась в 1780-е гг. XVIII в., предположительно это связано со строительством Царицынского дворца. На это указывают четыре найдённые даты "1785 г  , две надписи о ломках старинным шрифтом ("...ломчie 178.. м-ца апреля"), многочисленные "подсчётные кресты" ,  (система подсчёта вывезенных блоков в виде рисунков ажурных крестов разной полноты; на каждый блок к рисунку добавлялся один штрих; полный крест составляет число "50"). В XIX веке активные разработки велись (Новейшая система) в связи со строительством  Большого Кремлёвского дворца (1838-49 гг) и Большого театра (1853-56 гг).

## В новейшее время
В XX в, начиная с 1925 г. (отчеты Игнатия Стеллецкого), а особенно активно начиная с 1960-х гг. — место паломничества подземных туристов со своей неформальной субкультурой. Обустроенные гроты, барельефные изображения, рисунки на стенах. На стенах сохранились отдельные датированные надписи 1920-х, 1940-х, 1960-х гг, что говорит о том, что надолго каменоломня не закрывалась никогда. В связи с гибелью Виктора Саратова при раскопках в пещере в 1967 г входы Зашкольный и Штопор, находящиеся в овраге, были засыпаны бульдозером, а на главном входе поставлена железная дверь, просуществовавшая менее полугода. После засыпки оврага большие количества глины из него были замыты в пещеру весенними талыми водами. Это привело к замытию Новой и части Новейшей систем, превратив ростовые штреки в низкие ползуны.
Основные достопримечательности:
- грот «Эрмитаж» — великолепно отстроенная в бутовом камне система комнаток и переходов между ними;
- «Солнышко» — аналогичная по качеству стоянка;
- «Кресты» — перекрёсток с нарисованными на стене фосфорицирующими крестами;
- "Роза Ветров" - обустроенный водокап с ванной;
- «Могила Лифтёра» — бутафорская могила.
- "Водоструй" - водокап, рядом с ним купол обрушения высотой 4 м.

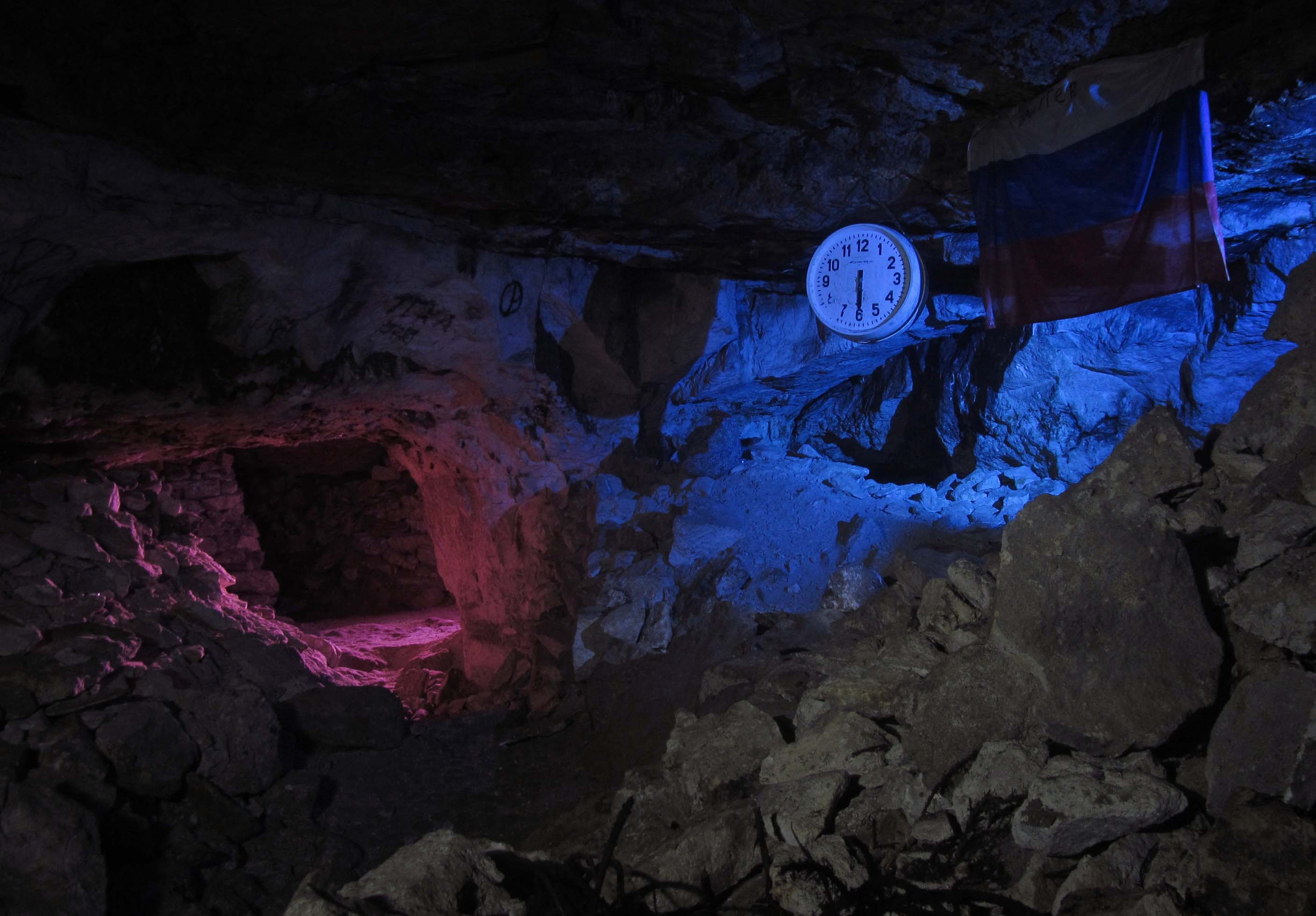
Водокап рядом с Розой Ветров 2020 год

В разное время существовало до 8 входов в систему, выходящих как к реке, так и в овраг на западе от системы. В XX веке существовало 3 входа: Штопор, Зашкольный и Главный. Последние два открыты и в настоящее время(Зашкольный регулярно замывает глиной во время весенних паводков).

## История вскрышных работ в последние десятилетия
Судя по сохранившимся надписям на стенах, основные объемы каменоломни были доступны всегда. История работ в каменоломне до 1980-х гг почти не известна. Из более поздних событий отметим постройку около 1985 г грота Солнышко. Сделал это Гунька (Александр Серов).  Грот Эрмитаж построен по его подобию Прохором (Антон Прохоренко), Паникером (Денис Леденев) и Саидом (Сергей Андреев) (строился с перерывами с 1987 по 1996 г).  При строительстве грота в забутовке был обнаружен скелет человека времен разработки.  Серия вскрытий внутри каменоломни связана с появлением точной топосъемки Новейшей системы в 2002-03 гг. Так, 15.04.2002 А.Дегтяревым (Гуру) и К.Новожиловым (Махатма) был вскрыт грот "Гуру и Махатма" ; За один день 01.09.2002 А.Дегтяревым были вскрыты обвальный зал "25 тонн" и система штреков "Лада". Последняя была замаскирована в середине 1970-х гг и не попала на более поздние карты. При вскрытии были обнаружены шапка, перчатки и коробок спичек "ХХХ лет Победы". За один день 19.10.2002 А.Дегтяревым и М.Потаповым (Михась) был вскрыт Мишкин штрек а через два часа после этого прокопан второй проход между Новейшей системой (грот МГРТ) и штреком на Беглец (Новогодняя система). 12.01.2003 г. та же двойка вскрыла Тайные Штреки; 19.01.2003 они же вскрыли грот Облом. Делались вскрытия и другими группами: Маdm и Dark 07.12.2002 вскрыли грот Риск. В том же 2002 г. неизвестная группа вскрыла довольно длинный штрек без названия к юго-западу от маркера "11" и "Облома". Всего за короткий период 2002-2003 гг. длина вскрытых штреков составила 800 м.

## Происшествия
- В 1967 г. в каменоломне погиб местный спелеолог из д. Сьяново Виктор Саратов. Одного из подростков заклинило сдвинувшейся плитой в узком лазе, самостоятельно он выбраться не мог. Виктор выгребал из-под него камни, пытаясь его освободить. При этом на самого Саратова вывалился пласт песка из потолочного кармана, от  чего он погиб. На месте гибели установлена памятная доска.[8],[9]
- В 1987 г. в системе Ада погиб Александр Анисимов. Он прокапывал снизу вверх вертикальную карстовую трубу, заполненную плотным песком. В какой-то момент масса песка вывалилась и придавила его. Умер в больнице через две недели. Место отмечено памятной доской.

## Известные топосъемки
```
1.
Стеллецкий И.
 Схема. 1925. Вероятно утрачена, но, возможно, сохранилась
 в архиве Стеллецкого в РГБ. Упомянута в одной из его статей.             
2. Саратов Виктор. Обрисовка. Утрачена. До 1967 г. Возможно, что ее и не было.
3. Неизвестный автор. топосъемка участка от "11" до "Шкаринопса" Подписан "грот им. И.В.Сталина" (район нынешнего "Кузи" и "МГРТ"). 1967.
4. Дьячков. Обрисовка от входа до "Школьного". 1968. Качество плохое.
5. Макаренков Александр (Сэм), Вятчин Андрей и др. Независимая  топа. 1:1000. 1978-81г. L=9500м.
6. Парфенов Андрей (Маркшейдер). Правка к N5. Исправлен район Ада.
7.Гунька. Независимая топа Новейшей системы. Цветная, очень красивая, хотя и   не точная карта,   старые названия. 1:500. 1987. Есть упрощенный ч/б вариант.
8. Косов Константин. 
Компьютерная обработка
 N5. Часть  навигации. Вер.28.04.98
9. Леонтьев. Топа трех участков от Крестов до Шкаринопса. Штреки обрисованы  прямоугольничками. 2000 г. Весьма экспериментальная карта.
10. Рязанцы, Аспирин, Арчер, под ред. Михалыча. Модификация N8. Вер. 03.1999 г.
11. Дегтярев Александр (Гуру), Андрей Кеворков (Megas). 
Более подробная
 навигация  для  N8.
12. Дегтярев А., Потапов Михаил (Михась), Новожилов Константин (Махатма). 
Независимая топа
 от Крестов на восток. Горный компас + рулетка 1:500. 2001-2003 гг. L=7478 м. 
13. Мegas. Независимая топа участка Новогодки 1:500 (около 800 м.) 2001 г.
14. Спелеоклуб "13 мм" (А.Дегтярев, А.Григорьева, Света Птица). 
Лазерная съемка
 Старой системы до Крестов, систем Ада и Новогодки. 2012 г. L=5252 . Вместе с N12 общая длина системы 13730 м.
15. Спелеоклуб "Перово". Лазерная съемка всей системы. 2016 L=13,2 км.
```

## См.также
- Подмосковные каменоломни